# Wesam Rizik
Wesam Rizik Abdulmajid (en arabe : وسام رزق), né le 5 février 1981, est un footballeur international qatarien, évoluant au poste de milieu de terrain.

## Carrière
Rizik est formé au Qatar SC où il joue ses premiers matchs professionnels en 1999. C'est avec cette équipe qu'il remporte son premier titre, en 2001, à savoir la Coupe du Qatar. Lors de cette même année, il inaugure sa première sélection en équipe nationale et devient, rapidement, un membre important de l'équipe. En 2004, il participe à la Coupe d'Asie des nations 2004 et joue deux matchs sur trois. Sélectionné par Džemaludin Mušović pour les Jeux asiatiques de 2006, il remporte la médaille d'or avec son pays, marquant même un but contre les Émirats arabes unis en phase de poule. 

## Palmarès
- Vainqueur de la Ligue des champions de l'AFC en 2011 avec Al Sadd
- Champion du Qatar en 2003 avec le Qatar SC, en 2006, 2007 et 2013 avec Al Sadd
- Vainqueur de la Coupe du Qatar en 2001 avec le Qatar SC, en 2005 et 2007 avec Al Sadd
- Vainqueur de la Coupe Crown Prince de Qatar en 2002 et 2004 avec le Qatar SC, en 2006, 2007 et 2008 avec Al Sadd
- Vainqueur de la Coupe Sheikh Jassem du Qatar en 2006 avec Al Sadd
- Médaille d'or aux Jeux asiatiques de 2006 avec le Qatar